# Linia kolejowa Aix-les-Bains – Annemasse
Linia kolejowa Aix-les-Bains – Annemasse – linia kolejowa we Francji, łącząca Aix-les-Bains z Annemasse. Linia biegnie od węzła w Aix-les-Bains na linii Culoz – Modane przez Annecy do Annemasse, przy granicy ze Szwajcarią. Linia stanowi połączenie Grenoble z Genewą.
Według Réseau ferré de France ma numer 897 000.